# Dušan Bozoljac
Dušan Bozoljac (serbisch-kyrillisch Душан Бозољац; * 5. Januar 1985 in Kruševac) ist ein serbischer Handballspieler.

## Karriere
Der linke Rückraumspieler spielte in Serbien für RK Župa Aleksandrovac, RK Fidelinka Radnicki Subotica, RK Planinka und RK Priboj, bevor er nach Bosnien und Herzegowina zu RK Gradac, RK Bosna Sarajevo und RK Konjuh Zivinice wechselte. Mit Sarajevo gewann er die bosnische Meisterschaft und den bosnischen Pokal. Mit Fidelinka nahm er am EHF-Pokal 2004/05 teil, mit Bosna an der EHF Champions League 2009/10 und mit Konjuh am EHF Challenge Cup 2010/11. Nach einer Station in den Vereinigten Arabischen Emiraten bei Al Shaab unterschrieb er in Israel bei Maccabi Motzkin und anschließend bei Hapoel Ashdod. Es folgten weitere kurze Aufenthalte bei RK Partizan Belgrad, Antalyaspor in der Türkei, Mezőkövesdi KC in Ungarn, IL Runar Sandefjord in Norwegen und Metaloplastika Šabac in Serbien. Im März 2017 schloss er sich dem spanischen Verein Balonmano Sinfín an, für den er bis zum Saisonende 2016/17 fünf Partien in der Liga Asobal bestritt. Seine nächste Station war AS Hammamet in Tunesien. Weiter spielte er bis 2022 für RK Jugović Kać und bis 2023 RK Kolubara. Seit 2023 läuft er für RK Prilep auf.